# 休·沃德尔-耶伯勒
休·沃德尔-耶伯勒（英語：Hugh Wardell-Yerburgh，1938年1月11日—1970年1月28日），英国男子赛艇运动员。他曾代表英国参加1964年夏季奥林匹克运动会赛艇比赛，获得男子四人单桨无舵手银牌。